# Exclamatio (Musik)
Exclamatio (lateinisch für Ausruf) ist die aus der Rhetorik übernommene Bezeichnung für eine musikalische Figur der barocken Affektenlehre. Nach allgemeiner Praxis kann die Exclamatio mit allen Aufwärts-Sprüngen in Verbindung gebracht werden, die größer sind als eine Terz.
Nach Johann Gottfried Walther ist die Exclamatio der Sprung einer kleinen Sexte aufwärts, und der Ekphonesis gleichzusetzen. Johann Mattheson beschreibt 1739 mehrere Arten der Exclamatio. Bei Johann Adolf Scheibe (1745) heißt es, dass die Exclamatio aufwärts geführt werden soll, und zwar konsonierend oder dissonierend je nach dem freudigen oder traurigen Affekt.